# Epidendrum angeloglossum
Epidendrum angeloglossum är en orkidéart som beskrevs av Eric Hágsater och Dodson. Epidendrum angeloglossum ingår i släktet Epidendrum och familjen orkidéer. Inga underarter finns listade i Catalogue of Life.